# جنیفر آبل
جنیفر آبل (انگلیسی: Jennifer Abel؛ زادهٔ ۲۳ اوت ۱۹۹۱) ورزشکار شیرجه اهل کانادا است.
وی در مسابقات کشوری و بین‌المللی در مجموع برندهٔ ۷ مدال طلا، ۱۱ مدال نقره، ۵ مدال برنز شده‌است.